# 热娜·卡斯木
热娜·卡斯木（1962年7月26日—），生于新疆维吾尔自治区乌鲁木齐市，维吾尔族，中华人民共和国医学教授、第十一届全国人民代表大会新疆地区代表。国务院特殊津贴专家、新世纪百千万人才工程入选者。
1980年，考入新疆医学院（今新疆医科大学）药学系。1984年，毕业留校任教。1985年，加入中国共产党。1994年3月，公费派往日本留学。毕业于日本富山医科药科大学和汉药研究所药学专业。1998年7月，获得博士学位，10月回国，返校执教。2002年，时任新疆医科大学科研开发处副处长。2008年起担任全国人大代表。2014年，获中国教育部颁发的全国优秀教育工作者称号。